# Prieuré Saint-Oswald
Le prieuré Saint-Oswald est un ancien prieuré de Gloucester, en Angleterre.

## Histoire
Il est fondé à la fin du IXe siècle par le seigneur des Merciens Æthelred et sa femme Æthelflæd. D'abord dédié à saint Pierre, il change de nom lorsque les reliques de saint Oswald y sont transférées, en 909. Æthelred (mort en 911) et Æthelflæd (morte en 918) y sont inhumés.
Le prieuré sombre dans l'obscurité avec le développement d'une nouvelle église (la future cathédrale de Gloucester) et devient une petite abbaye de chanoines augustiniens en 1153. Après la Dissolution des monastères en 1536, le bâtiment est converti en église paroissiale, mais il est détruit durant la Première guerre civile anglaise, lors du siège de Gloucester par les armées royalistes en 1643.
Ses ruines sont aujourd'hui un monument classé de Grade I.

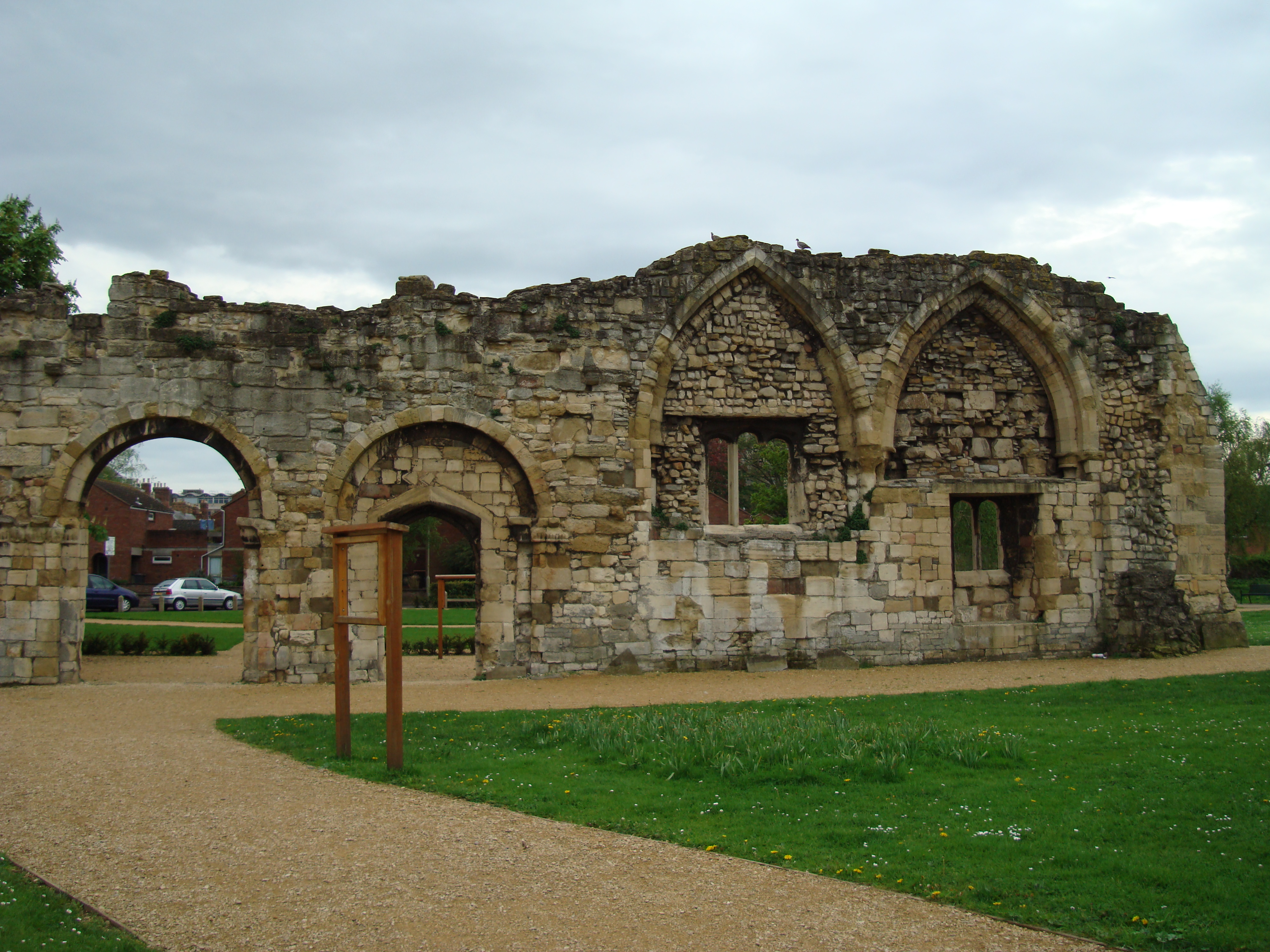
Les ruines du prieuré.
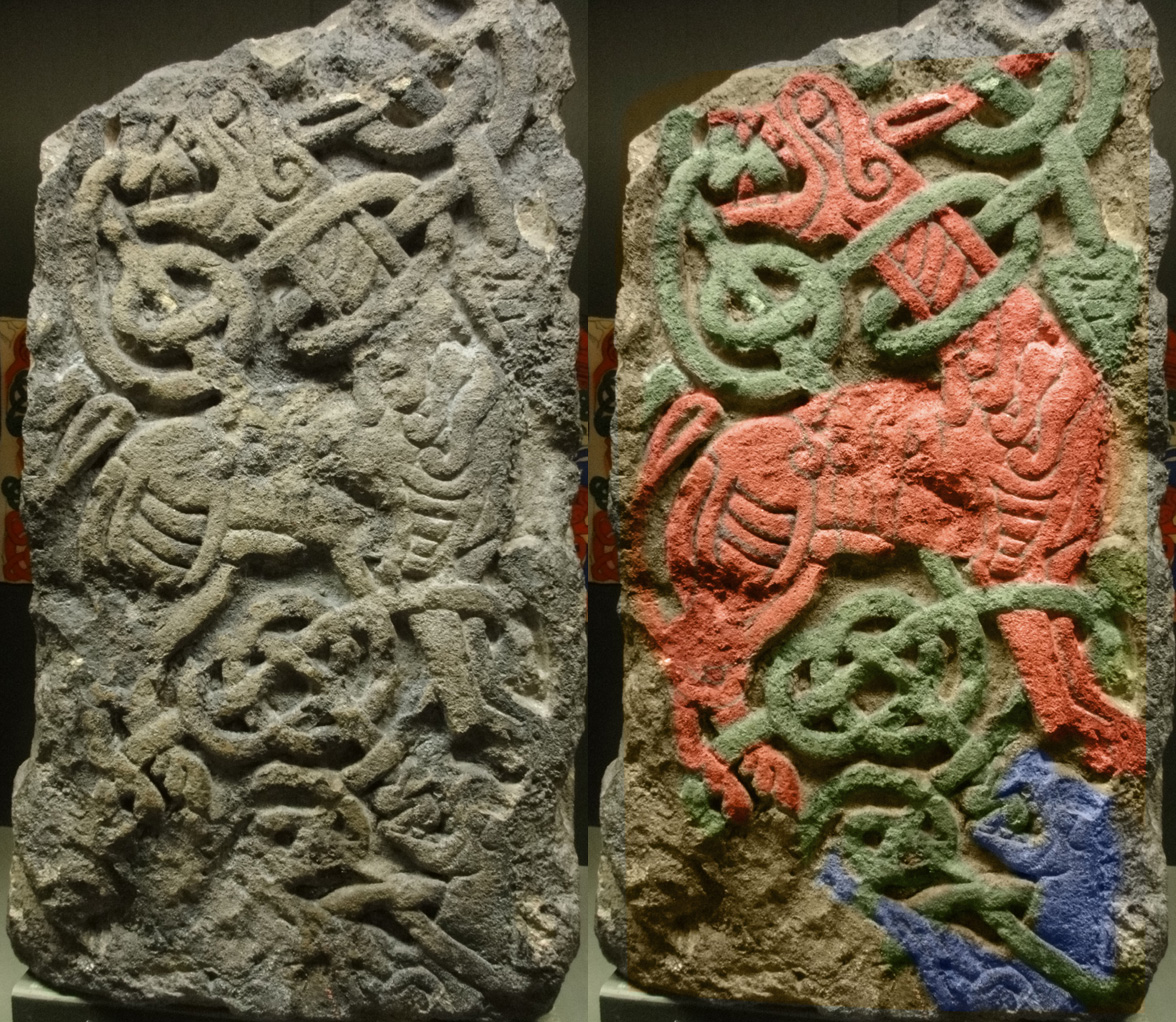
Une croix anglo-saxonne découverte dans les ruines.